# Urbanistica di Nocera dei Pagani

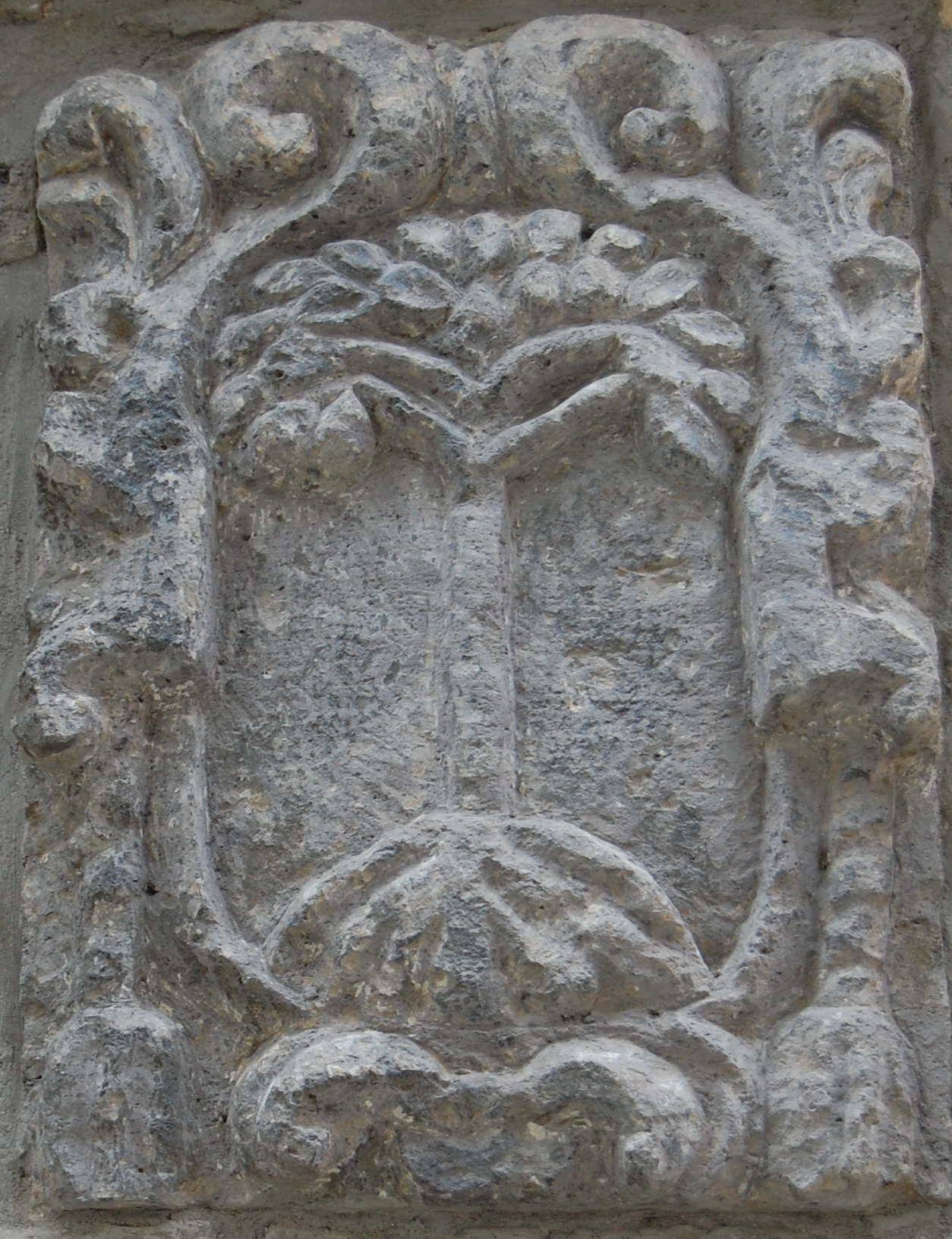
Stemma di Nocera dei Pagani

Durante il basso medioevo la città è nota col nome di Nuceria Christianorum. Dalla metà del XV secolo, la nobilissima et illustrissima Nuceria Paganorum, Nocera dei Pagani (nome abolito nella scissione del 1806 ma conservato fino al 1972 dalla diocesi) copriva il territorio di cinque attuali comuni (Corbara, Sant'Egidio del Monte Albino, Pagani, Nocera Inferiore e Nocera Superiore).
La città era divisa in borghi detti università (ognuno retto da un sindaco particolare). Tutta la città era governata da tre sindaci universali.
L'estensione della città, infatti, ne rendeva difficile il governo. La situazione portò alla nascita di un sistema amministrativo comunale senza pari nel Regno delle Due Sicilie: ogni casale eleggeva i suoi "sindaci particolari", che avevano il dovere di eleggere i tre "sindaci universali". 
L'elezione rappresentava una festa per il popolo.
Ogni università possedeva un proprio stemma, composto dall'albero di noce (riferimento, di origine popolare, all'etimologia del nome della città), su sfondo dorato, con scritta verde in latino. 
I borghi erano divisi in due macro aree: una detta Nocera Soprana, l'altra Nocera Sottana.

## Nocera Soprana

### Università di Nocera Corpo

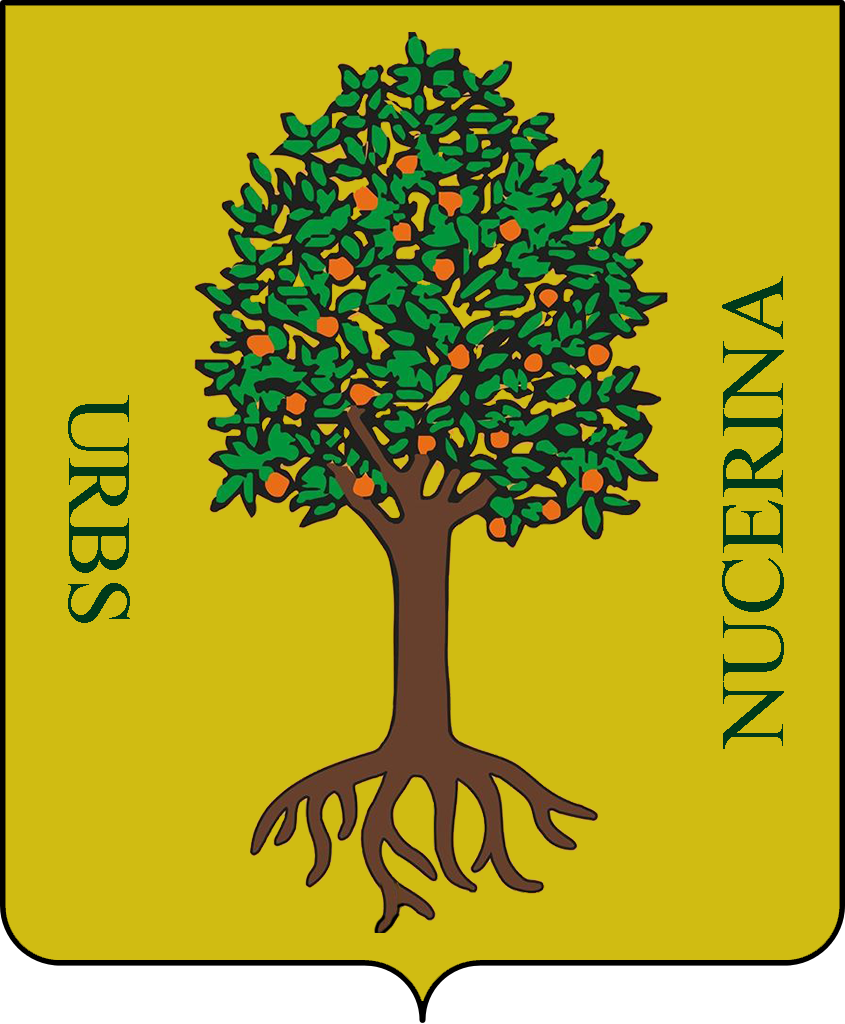
Stemma dell'università di Nocera Corpo

Il territorio dell'Urbs Nucerina comprendeva quasi tutta l'attuale Nocera Superiore e parte di quello di Nocera Inferiore fino a una linea che passava accanto alla ex Pretura, e poi comprendeva anche il Mercato (Via Castaldo), il Borgo (Via Solimena) e la isolata frazione di Cicalesi, comprendendo praticamente tutte le università soprane fino al 1547, quando subì una divisione che portò alla nascita delle universitas di San Matteo e Sperandei, ma non ne compromise il titolo di università maggiore. Lo dimostra il fatto che fosse costretta a pagare circa il 40% delle tasse della città.
Questa Università, amministrativamente, aveva diritto di eleggere ogni anno uno dei tre sindaci universali, e addirittura due quattro anni su cinque.
Nonostante ospitasse gli edifici più importanti, il Castello e il palazzo ducale, prevalsero per importanza, al suo interno, almeno fino al '700 le famiglie dell'attuale Nocera Superiore, grandi proprietarie terriere.
Le chiese parrocchiali di Nocera Corpo erano sei: San Giovanni Battista a Cicalesi; chiesa dei Santi Apostoli Simone e Giuda a Casolla; chiesa di San Bartolomeo a Piedimonte; chiesa di San Michele Arcangelo a Malloni; San Bartolomeo a Pareti e Santa Maria Maggiore.

### Università di Pucciano

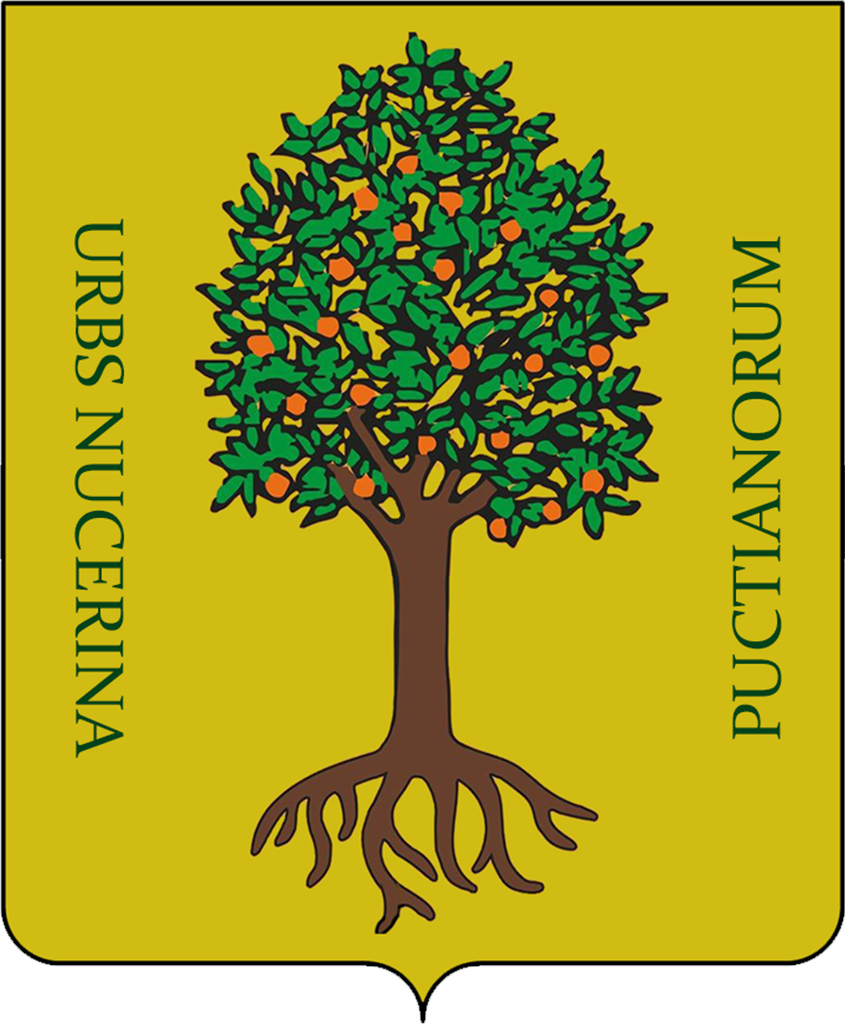
Stemma dell'antica università di Pucciano

Nell'attuale Nocera Superiore l'Universitas Pucciani (o Puctianorum) sorge in un'area pedemontana (addossata al monte Albino) e comprendeva anche l'attuale frazione di Pareti. Ha sempre fatto parte di Nocera Corpo, tranne che per un breve periodo di autonomia, il decennio 1570-1580.
La frazione di Pareti fu così chiamata a causa del tratto murario della fortificazione meridionale dell'antica Nuceria Alfaterna ancora in vista, ospita anche il Teatro ellenistico-romano.
Tra le famiglie autorevoli che vi risiedevano sono da ricordare i De Ruggiero, i Dattilo, i Villano e i Fabbricatore (che ha fornito anche il sindaco: Luzio).

### Università dei Tre Casali

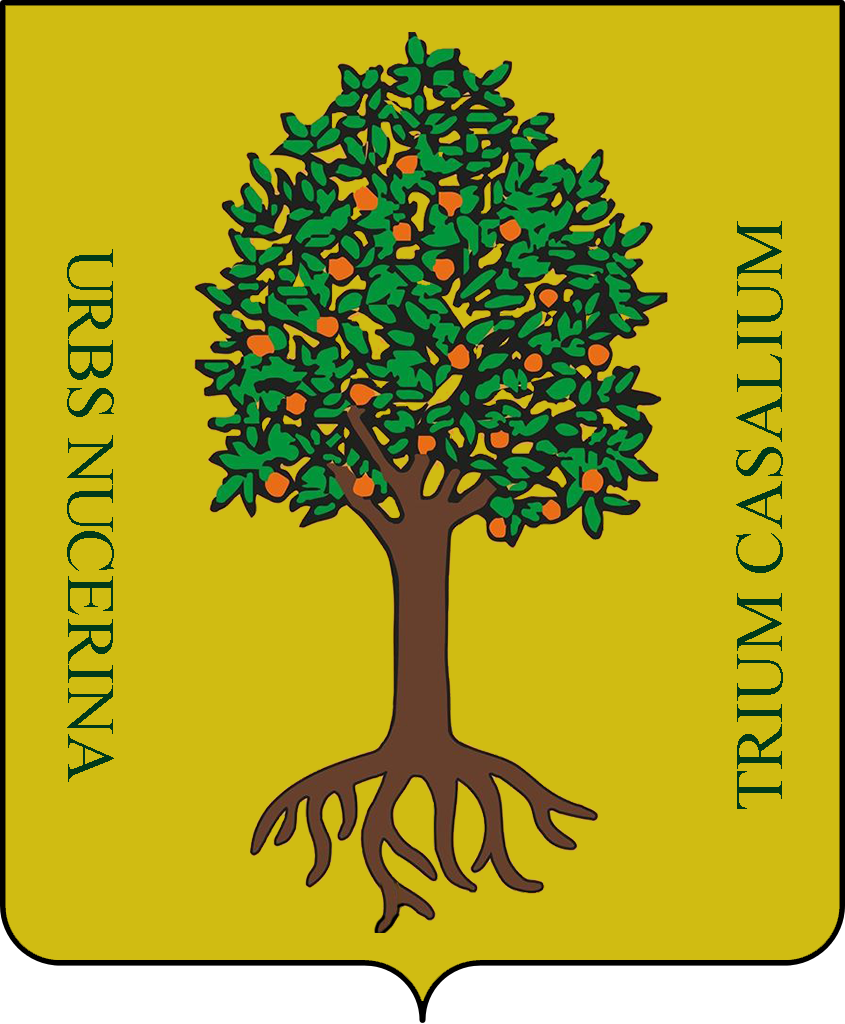
Stemma di Nocera Tre Casali

Questa Università (Universitas Nucerina Trium Casalium), costituitasi alla fine del '500, comprendeva la parte del centro storico di Nocera Inferiore nota ancora oggi come Tre Casali (Capo Casale, Casale del Pozzo e Casale Nuovo).
In origine faceva parte di un complesso maggiore noto come Sei Casali. Ne facevano parte, infatti, anche il Crocifisso (oggi piazzetta Pagliara), l'ex Università autonoma di Sant'Angelo in Grotta (oggi via Ovidio Forino) e la cosiddetta Strettola di Capo Casale (oggi via Sellitti). Tale complesso era già noto nella conta dei fuochi del 1532, 1545 e 1561 (da ciò si evince che tale università non fu dipendente da Nocera Corpo già da prima del 1547). 
Già dal 1470 l'area della chiesa (oggi via Forino e parte di via Federici) avrebbe dato vita all'Università autonoma di Sant'Angelo in Grotta, legata alla Prioria, qui un documento dell'abazzia cavense riporta che gli abitanti del gruppo di case attorno alla propria fossero dediti alla coltura di viti e castagni. L'università restò autonoma fino al passaggio di consegne, nel 1592, tra la Badia di Cava ed il Vescovo di Nocera riguardo al possesso di Sant'Angelo. 
Faceva capo alla parrocchia di San Matteo, con la quale nel XVIII secolo si unificò formando l'Università più grande della città. Tra i cognomi più frequentemente riscontrati negli archivi parrocchiali troviamo i Tortora, i Bartiromo, i Della Corte, gli Scalfati e gli Scafati.

### Università di San Matteo e Università di San Matteo Tre Casali

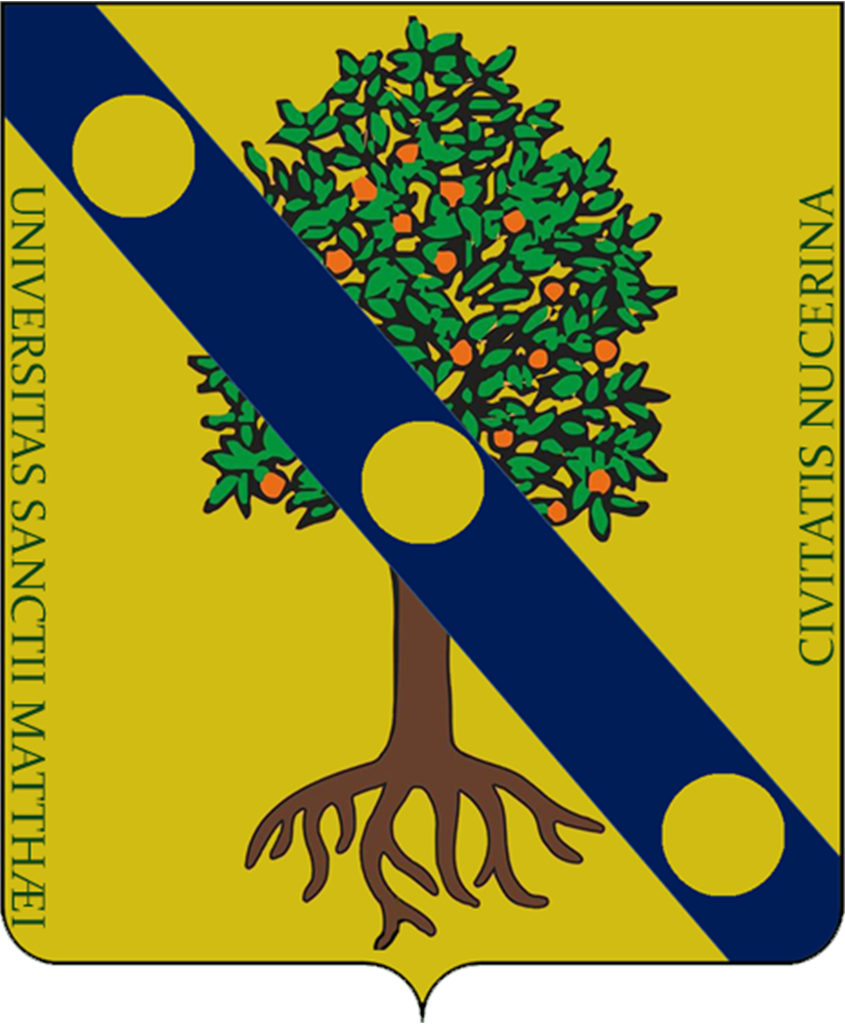
Stemma di Nocera San Matteo

Il Casale di San Matteo si formò attorno alla chiesa, eretta nel 985, e divenne Università (Universitas Sancti Matthæi Civitatis Nucerina), autonoma alla fine del '500, quando la diocesi spostò il privilegio di Chiesa Madre alla chiesa nel casale di San Matteo. Lo stemma era attraversato da una banda trasversale con tre pomi dorati, impostati nel senso della lunghezza, che coprivano l'albero di noce.
Interamente nel comune di Nocera Inferiore, comprendeva inizialmente i villaggi di San Matteo, Triggio, Liporta, e Merichi.
Nel '700 l'Università di San Matteo assorbì l'Università dei Tre Casali, formando l'Università di San Matteo Tre Casali.
Formatasi lungo l'asse del corso vecchio, occupò la via commercialmente più interessante (l'antico asse che portava da Salerno a Sorrento e Napoli), e permise lo sviluppo di famiglie ricche come i Baldini, gli Spera, i Longobardi, i Boffardi, e i Fronda.
Chiesa parrocchiale fu San Matteo de Archiponticulo.

### Università di Sperandei

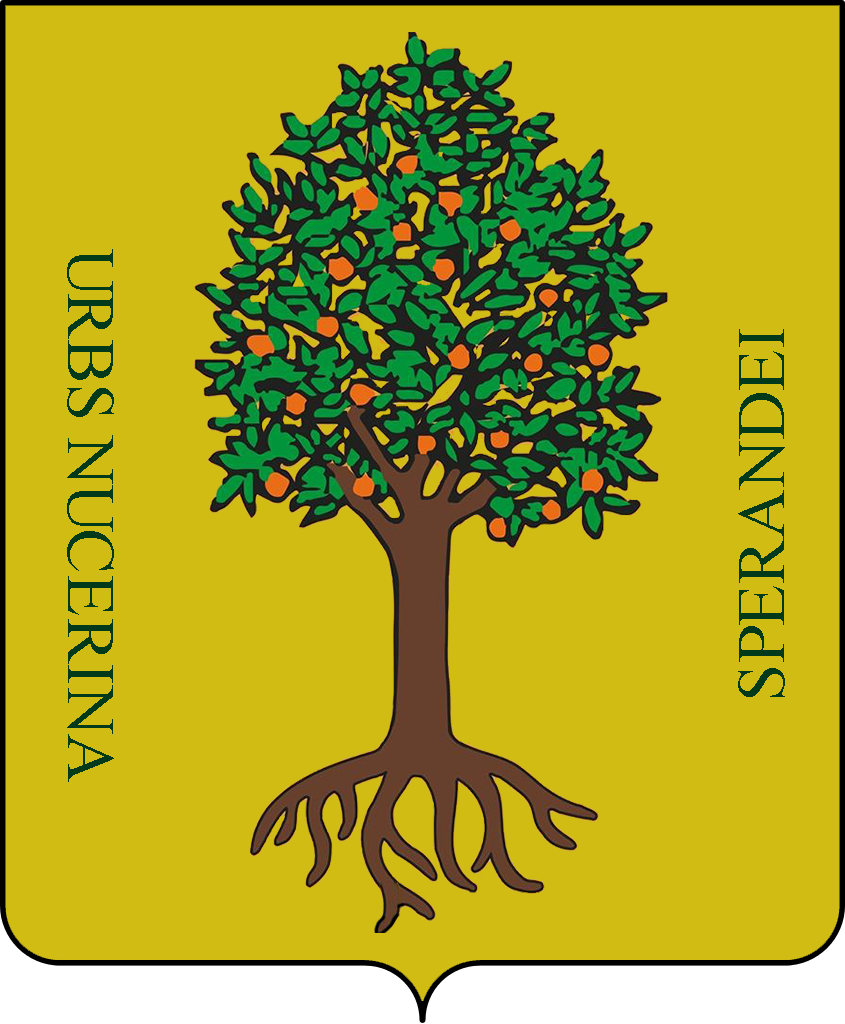
Stemma di Nocera Sperandei

Se l'Università di San Matteo Tre Casali era fiorente per i commerci merito era anche delle fertili terre coltivare nell'Università rurale di Sperandei (Universitas Nucerina Sperandei).
Nota alle fonti fin dal XIV secolo, Sperandei divenne università autonoma solo nel 1547, quando si distaccò dal Corpo di Nocera.
Demograficamente questo villaggio, ancora nel comune di Nocera Inferiore, era la più piccola (i registri parrocchiali non fanno pensare a più di 200 abitanti), ma era la più estesa territorialmente, comprendendo la maggior parte delle terre coltivabili della città, distese per una vasta area inurbata rinchiusa tra le attuali piazza Trieste e Trento (che oggi ospita la storica stazione ferroviaria), piazza Cianciullo (sede del Liceo Classico), fino al villaggio di Cicalesi.
Le famiglie dominanti erano i Grimaldi, i De Santis, i Califano (costruttori dell'omonimo palazzo del XVI secolo), e fin da epoca Angioina i Broya (realizzatori della Torre che alla fine del XIX° secolo andra' in eredità ai Guerritore-Broya, ramo della Famiglia Guerritore che aggiungera' il cognome della antichissima stirpe d'oltralpe)

## Nocera Sottana

### Università di Barbazzano

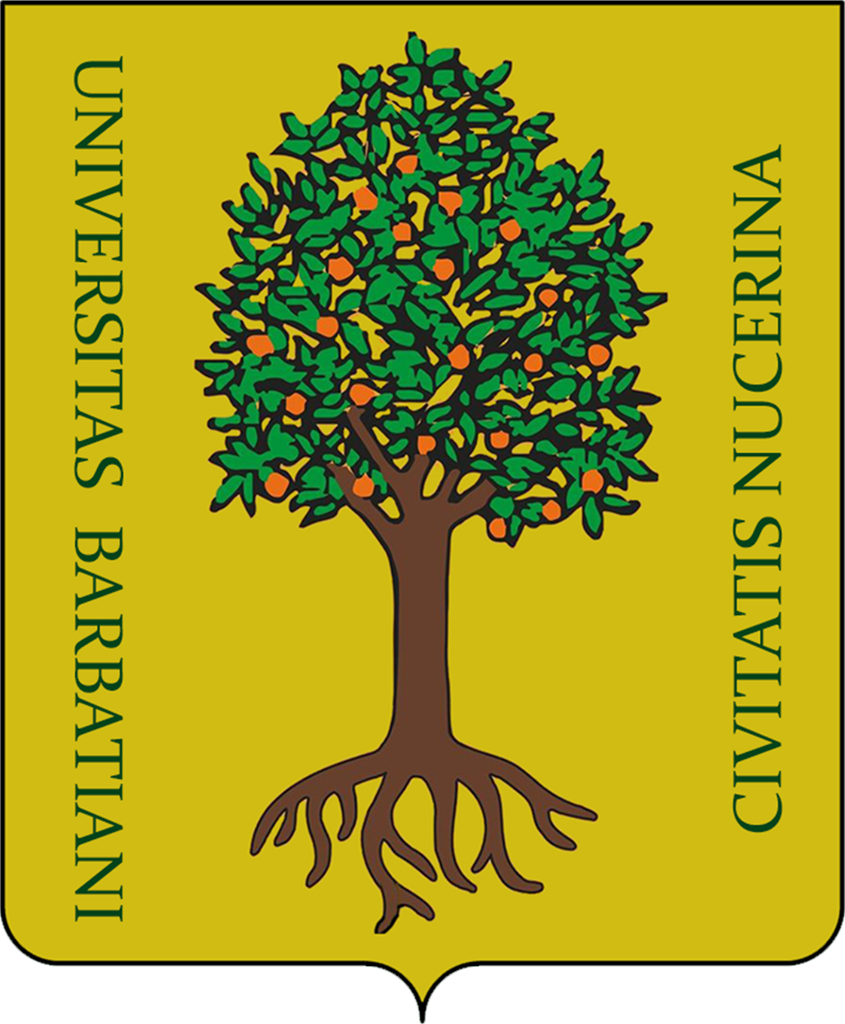
Stemma dell'antica università di Barbazzano

L'Universitas Barbatiani, nel comune di Pagani, secondo una infondata tradizione popolare, deriverebbe il nome dal console romano Cornelio Scipione Barbato.
L'antica chiesa di San Sisto sarebbe già testimoniata nell'VIII secolo, nota, sempre secondo una non meglio precisata tradizione popolare, come il luogo nel quale avrebbero trovato la morte i fratelli martiri nucerini Felice e Costanza (poi traslati nella chiesa del Corpo di Cristo a Pagani).
L'Università esisteva già nei primi anni del '300 quando sono documentati dei contrasti sulla ripartizione delle tasse tra le classi di cittadini più popolari e le famiglie dominanti (soprattutto i De Marinis e i Rapicano).
A causa delle crescenti difficoltà finanziarie, che derivavano dalla scarsa popolazione, nel 1625 l'Università di Barbazzano fu costretta ad unificarsi a malincuore con quella di Pagani, ma i suoi cittadini si sentirono sempre un corpo estraneo ai loro vicini e successivamente ottennero una nuova divisione, che si protrasse fino al 1806, quando le Università furono abolite e il territorio fu diviso in cinque comuni autonomi. Da allora Barbazzano fa parte stabilmente del comune di Pagani.
Chiesa parrocchiale fu San Sisto.

### Università di Pagani

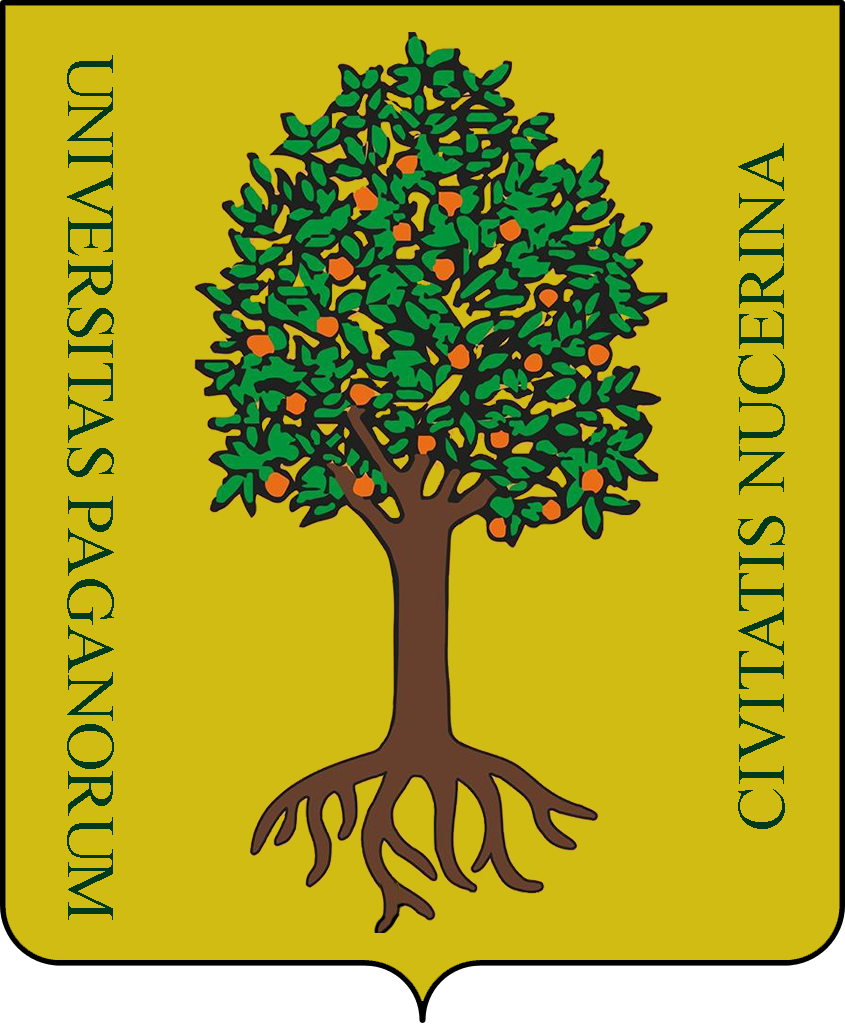
Stemma dell'università di Pagani

L'Universitas Paganorum Civitatis Nucerina fu la seconda per importanza dopo quella di Nocera Corpo. Nel 1806 unificatasi con quella di Barbazzano, diede vita al comune di Pagani.
Il casale si sviluppò intorno al X secolo nei pressi del castello di Cortimpiano (Curtis in Plano, stando all'etimologia del nome), avamposto dei longobardi di Salerno ad ovest di Nuceria.
Vi risiedevano antiche e nobili famiglie tra cui i Guerritore, i Tortora, i Contaldo, i Rinaldi e, su tutte i Pagano, che diedero il nome all'Università che fu costituita nel '400.  
Si sviluppò prevalentemente lungo l'asse della via Regia o Nocerina (attualmente corso Ettore Padovano), precedentemente a meridione, attuale rione di Casa Marrazzo, dove, nel XVI secolo fu fondata la chiesa madre di San Felice. Comprendeva anche l'area del campu hare, ovvero l'odierno casale della Domara.
L'espansione demografica che contraddistinse il casale nel 1700, portò allo sviluppo di un ampio quartiere popolare a nord del corso (Via Matteotti, Via San Francesco e Cappella), fino a lambire il confine con Barbazzano.
L'architettura monumentale della città, invece, si sviluppò grazie alle strutture religiose posizionate nell'asse commerciale della città (il corso) dove vennero edificate le principali chiese: Carmelo, Madonna delle Galline e Purità. La chiesa di San Felice arrivò a spostare la facciata verso il corso e cambiò denominazione divenendo Corpo di Cristo.
Sempre lungo lo stesso asse, ma in un luogo più isolato e meno edificato si ritirò Sant'Alfonso Maria de' Liguori e vi costruì la casa madre dell'ordine dei Redentoristi da lui fondato.
Chiesa parrocchiale fu San Felice (poi Corpo di Cristo).

### Università di Sant'Egidio

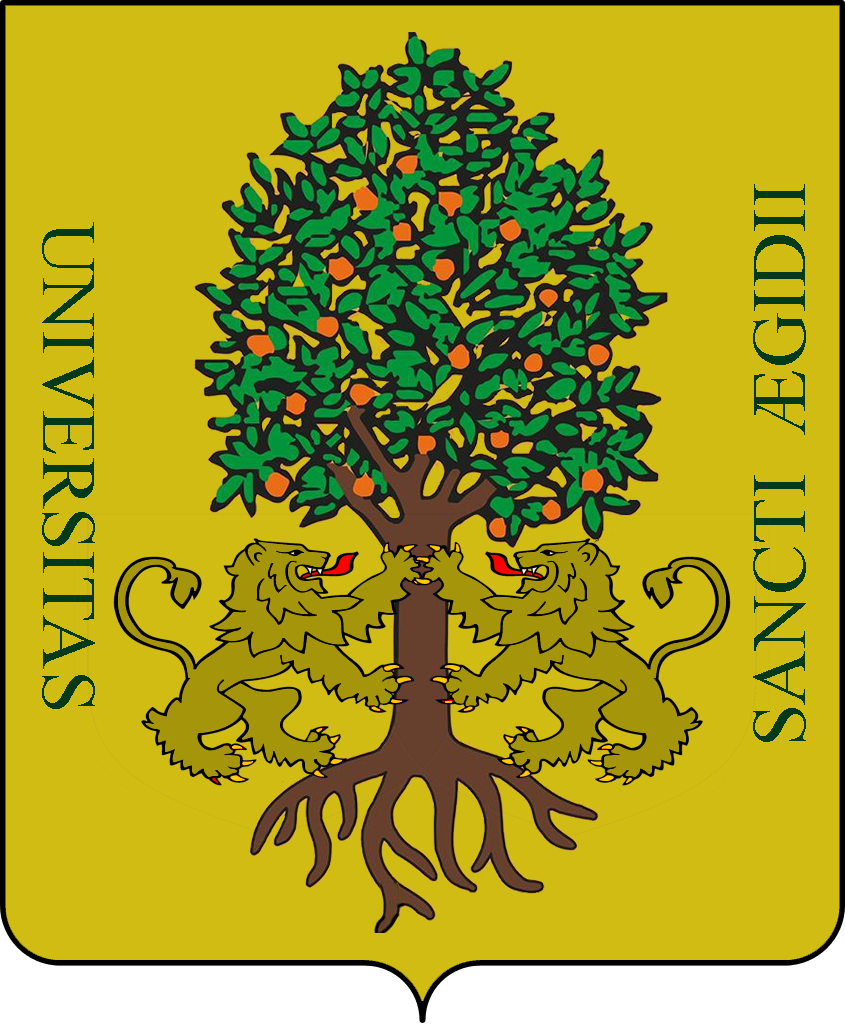
Stemma dell'antica università di Sant'Egidio

Il villaggio dell'Universitas Sancti Ægidii (l'unica ad avere nello stemma due leoni rampanti associati all'albero di noce), o semplicemente San Gilio, si formò attorno alla chiesa della Maddalena e diventò università autonoma alla fine del '400.
Inizialmente di questa università faceva parte anche il territorio "alto" di Corbara e a valle il casale di San Lorenzo (attuale frazione a nord del Capoluogo Sant'Egidio del Monte Albino). 
Fu molto spesso amministrato dalle famiglie Ferrajoli (o Ferraioli) e Buoninconti, le quali avevano importanti palazzi anche a Nocera Soprana.
Il suo territorio fu ridimensionato alla fine del '500, quando Corbara si autodeterminò in università autonoma.
Ebbe due chiese parrocchiali: Maria Maddalena in Armillis per Sant'Egidio e San Lorenzo per il villaggio omonimo.

### Università di Corbara

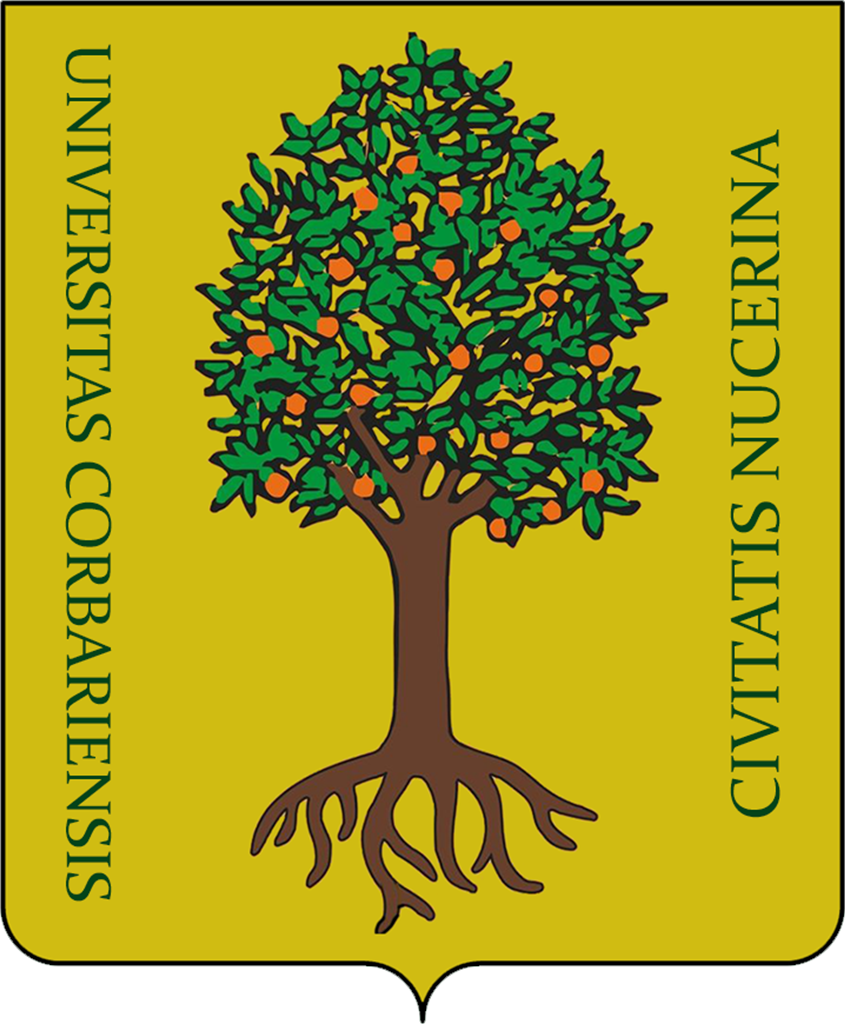
Stemma dell'Universitas Corbariensis

Con i suoi 232 m s.l.m. l'Universitas Corbariensis rappresentava il villaggio più isolato dell'antica città. Ricade oggi nell'omonimo comune.
Sviluppatosi principalmente attorno al borgo detto della Sala, alla fine del '500 era un casale pertinente all'Università di Sant'Egidio. Intorno al 1570 se ne distaccò ed ebbe il diritto di avere una parrocchia, fondata nel 1587 e dedicata a San Bartolomeo, che si aggiunse alle già presenti strutture di San Giuseppe alla Sala e dell'eremo di Sant'Erasmo. 
Le famiglie dominanti erano i Giordano e i Padovano.

## L'assetto definitivo delle università
Assetto definitivo delle università di Nocera dei Pagani con i borghi compresi nei propri confini prima della divisione del 1806.
Composizione di Nocera Corpo
- Iroma
- Croce
- Malloni
- Uscioli
- Pecorari
- Camerelle
- Taverne
- San Clemente
- Santa Maria Maggiore
- Pucciano
- San Pietro
- Pareti
- Portaromana
- Cerzeti
- Vescovado
- Grotti
- Casolla
- Fioccano
- Piazza di Fioccano
- Mercato
- Borgo
- Merichi
- Cicalesi
- Piedimonte
- Pietraccetta

Composizione di Nocera San Matteo
- Casale del Pozzo
- Capo Casale
- Casale Nuovo
- San Matteo
- Triggio
- Liporta
- Sperandei

Composizione di Pagani
- Barbazzano
- Pagani
- La Domara

Composizione di Sant'Egidio
- Sant'Egidio
- San Lorenzo
- Corbara